# Ricardo Mayorga
Ricardo Mayorga (* 3. Oktober 1973 in Managua als Ricardo Antonio Mayorga Pérez) ist ein ehemaliger nicaraguanischer Profiboxer. Er war von März 2002 bis Januar 2003 regulärer WBA-Weltmeister und im Anschluss bis Dezember 2003 WBC- und WBA-Superweltmeister im Weltergewicht sowie von August 2005 bis Mai 2006 WBC-Weltmeister im Halbmittelgewicht.
Bekanntheit erlangte er unter anderem durch seine oftmals vulgären Ausdrucksweisen gegenüber seinen Gegnern und das Zurschaustellen eines für Leistungssportler untypischen Lebensstils, wie das Konsumieren von Alkohol und Rauchen von Zigaretten vor laufender Kamera, unter anderem in Pressekonferenzen, beim Training und beim Einzug in den Ring.

## Profikarriere
Mayorga wurde unter anderem von Stacey McKinley trainiert und bestritt sein Profidebüt 1993. Bis 2001 bestritt er 25 Kämpfe in Costa Rica, Nicaragua, Puerto Rico und Venezuela, von denen er 21 gewinnen konnte. Er erreichte unter anderem ein Unentschieden gegen Diosbelys Hurtado (späterer WBA-Weltmeister), sowie Siege gegen die WBA-WM-Herausforderer Marco Avendaño und Elio Ortiz.
Ab 2001 boxte er in den USA und konnte noch am 28. Juli desselben Jahres in Los Angeles gegen Andrew Lewis um den WBA-WM-Titel im Weltergewicht boxen, der Kampf endete jedoch nach einem Zusammenstoß mit den Köpfen, wobei Lewis verletzt wurde, in der zweiten Runde wertungslos. Im Rückkampf am 30. März 2002 in Reading gewann Mayorga jedoch durch TKO in der fünften Runde und siegte am 25. Januar 2001 in Temecula in einer Titel-Vereinigung durch TKO in der dritten Runde gegen den WBC-Weltmeister Vernon Forrest, wodurch er vom WBA-Verband als zweifacher Titelträger zum Super World Champion aufgewertet und vom Ring Magazine zum Weltranglisten-Ersten erklärt wurde. Einen Rückkampf gegen Forrest gewann er am 12. Juli 2003 in Las Vegas durch Mehrheitsentscheidung nach Punkten.
Am 13. Dezember 2003 boxte er in einer weiteren Titel-Vereinigung gegen den IBF-Weltmeister Cory Spinks, verlor den Kampf jedoch in Atlantic City durch Mehrheitsentscheidung nach Punkten, wozu unter anderem zwei Punktabzüge gegen Mayorga wegen Nachschlagens und Halten in den Runden 5 und 11 beitrugen. Nach dieser Niederlage stieg er in das Mittelgewicht auf und boxte am 2. Oktober 2004 in New York City gegen Félix Trinidad, verlor jedoch gegen einen der zu dieser Zeit besten Boxer der Welt durch TKO in der achten Runde.
Im Anschluss wechselte er in das Halbmittelgewicht und konnte am 13. August 2005 in Chicago um den vakanten WBC-Weltmeistertitel antreten, wobei ihm ein Punktsieg durch einstimmige Entscheidung gegen Michele Piccirillo gelang. Er verlor den Titel jedoch in der ersten Verteidigung am 6. Mai 2006 in Las Vegas nach einer TKO-Niederlage in Runde 6 an Óscar de la Hoya.
Einen weiteren Gewichtssprung machte er für seinen nächsten Kampf am 23. November 2007 in Los Angeles, als er im Supermittelgewicht gegen Fernando Vargas antrat und nach Punkten per Mehrheitsentscheidung gewann. Seinen nächsten Kampf am 27. September 2008 in Carson bestritt er wieder im Halbmittelgewicht und verlor durch K. o. in der zwölften Runde gegen Shane Mosley. Am 12. März 2011 konnte er in Las Vegas um den WBA-Superweltmeistertitel im Halbmittelgewicht antreten, verlor jedoch durch TKO in der zwölften Runde gegen Miguel Cotto.
Nach der Niederlage gegen Cotto beendete er seine Karriere, gab jedoch 2014 ein Comeback, wobei er auch im Halbschwergewicht antrat. Im August 2015 verlor er einen Rückkampf gegen Shane Mosley durch K. o. in der sechsten Runde und kehrte danach erst im April 2017 in den Ring zurück. Im November 2017 verlor er vorzeitig gegen Andrei Sirotkin, sowie im April 2018 ebenfalls vorzeitig gegen Rodolfo Gómez.
Seinen bislang letzten Kampf bestritt er am 6. April 2019 im Alter von 46 Jahren und verlor durch TKO in Runde 2 gegen Lester Martínez.